# 2025年香港立法會選舉
香港立法會將於2025年12月7日舉行換屆選舉，在此之前，先要提前於9月7日在967席選任委員中補選90席選舉委員。
這一次的選舉是2021年香港修改選舉制度後的第二次選舉。選舉將會依照20席地方直選、30席功能組別和40席選舉委員會界別來選舉。